# Поддар, Хануман Прасад
Хануман Прасад Поддар (англ. Hanuman Prasad Poddar; 18 сентября 1892, Ратангарх, Британская Индия — 22 марта 1971, Горакхпур, Уттар-Прадеш) — индийский писатель и борец за независимость Индии. Известен своей деятельностью по распространению индуизма за пределами Индии. Автор переводов ряда Пуран и Упанишад на хинди и английский. Основатель и главный редактор популярного индуистского религиозного журнала Kalyan, выходившего на хинди с 1927 года. Основатель крупнейшего индуистского книжного издательства Gita Press.
В 1992 году, к столетию со дня рождения Поддара, правительство Индии выпустило почтовую марку в память о нём.